# 阿洛尼索斯
阿洛尼索斯（希臘語：Αλόννησος）是希腊色萨利大区斯波拉泽斯专区的市镇，行政中心为帕蒂蒂里镇。市镇面积为129.6平方公里，2021年人口数量为3,138人。
除阿洛尼索斯島之外，此市镇还包括附近多个小岛（包括伊烏拉島、基拉帕納伊亞島、阿泽尔菲亚岛、派里斯泰拉島）。2021年只有33人居住在其他岛屿上。

## 人口数据
| 年份 | 人口数量 |
| ---- | -------- |
| 1991 | 2,985    |
| 2001 | 2,700    |
| 2011 | 2,750    |
| 2021 | 3,138    |